# Waters Upton
Waters Upton – wieś i civil parish w Anglii, w hrabstwie Shropshire, w dystrykcie (unitary authority) Telford and Wrekin. Leży 16 km na północny wschód od miasta Shrewsbury i 218 km na północny zachód od Londynu. W 2011 roku civil parish liczyła 951 mieszkańców. Waters Upton jest wspomniana w Domesday Book (1086) jako Uptone.